# Філомел
Філомел (*Philomelos, д/н —354 до н. е.) — політичний та військовий діяч давньої Фокіди, стратег-автократ Фокідського союзу у 356–354 роках до н. е.

## Життєпис
Походив з багатою аристократичної родини Фокіди. Народився у м. Ледон. Про молоді роки немає відомостей. Проявив себе у 356 році до н. е. під час конфлікту фокідян з Радою амфіктіонів. Виступив проти вироку останнього стосовно накладання штрафу на аристократів за порушення прав Дельфійського святилища. Обирається стратегом-автократом. Створює армію у 1000 важкоозброєних піхотинців. Водночас уклав союз із Спартою проти Фів та Беотійського союзу. Того ж року захопив м. Дельфи (включив це місто до складу Фокідського союзу) й став використовувати кошти святилища для збільшення своєї армії. Знищив ворожий рід Фракидів, захопивши їх майно. Своїми діями сприяв початку Третьої Священної війни.
Філомелом було укладено також союз з Афінами. У 355 році до н. е. на чолі із військом у 10 тисяч військових вдерся до Локриди, захопивши її частину. Втім у 354 році зазнав поразки при Неоні. За однією версією загинув у битві, за іншою — після поразки наклав на себе руки. Владу успадкував його брат Ономарх.